# Zanie (województwo warmińsko-mazurskie)
Zanie – wieś w Polsce położona w województwie warmińsko-mazurskim, w powiecie ełckim, w gminie Kalinowo. W latach 1975–1998 miejscowość należała administracyjnie do województwa suwalskiego. W roku 1970 wieś należała administracyjnie do gromady Milewo.
Wieś mazurska położona pośród większych obszarów gleb mułowo-bagiennych i torfów.

## Historia
Wieś założona w 1472 r., w czasie kolonizacji południowych Prus z północnego Mazowsza. Szkoła powstała w 1805 r.

## Bibliografia

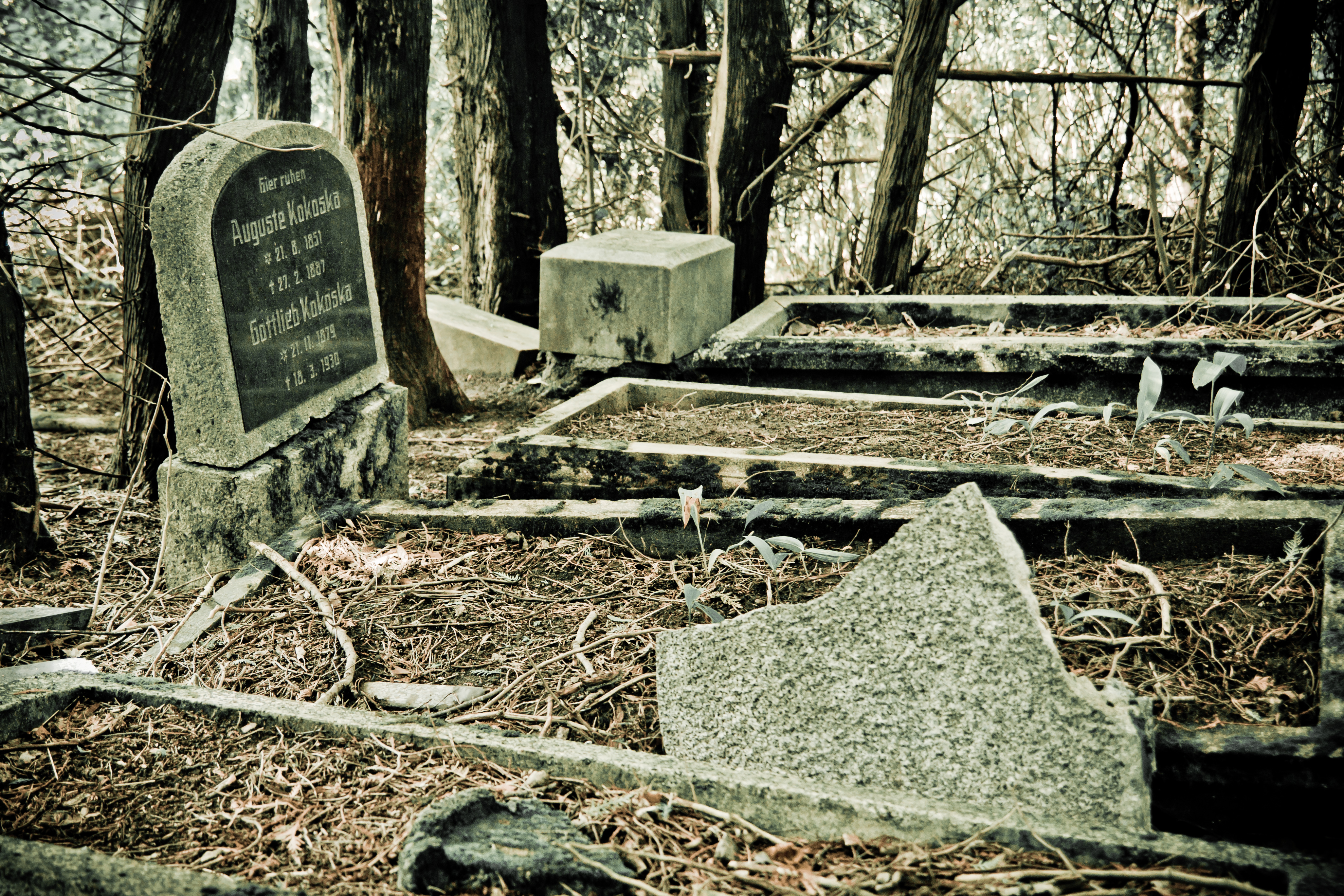
Jeden z nielicznych ocalałych nagrobków na zabytkowym cmentarzu ewangelickim we wsi Zanie.